# Fabian Johnson
Fabian Johnson (ur. 11 grudnia 1987 w Monachium) – amerykański piłkarz występujący na pozycji pomocnika. Wychowanek TSV 1860 Monachium.